# Rotona
Rotona je keltska boginja lova in gozdov. V Interpretatio Romana (poslovenjeno nekako Rimska razlaga [imen bogov]) jo običajno enačijo z Diano, pa tudi z Abnobo in Sirono. Njen simbol je kolo, zato jo imenujejo tudi "boginja kolesa", pri čemer kolo simbolizira harmonijo in menjavo letnih časov.
Povezave Rotone z Ritono, če je sploh obstajala, ni mogoče dokazati. 